# Svalehaler
Svalehaler (Papilionidae) er en familie af sommerfugle, der omfatter cirka 600 arter i hele verden, dog mest under varmere himmelstrøg.
Fuglevingearterne, som er verdens største sommerfugle, hører til denne familie.

## Udseende
Svalehalernes vinger er typisk mørke med pletter, bånd eller partier af farverne hvid, orange, gul, grøn, rød eller blå.
Familien har fået navn efter de karakteristiske haler på bagvingerne. Det er dog ikke samtlige arter i familien, som er udstyret med disse haler.

## Eksempler på sommerfugle i familien
- Apollo (Parnassius apollo).
- Mnemosyne (Parnassius mnemosyne).
- Svalehale (Papilio machaon).
- Sydeuropæisk svalehale (Iphiclides podalirius).
- Tiger-svalehale (Papilio glaucus).
- Priamos-fuglevinge (Ornithoptera priamus).